# Relaciones Abjasia-Rusia

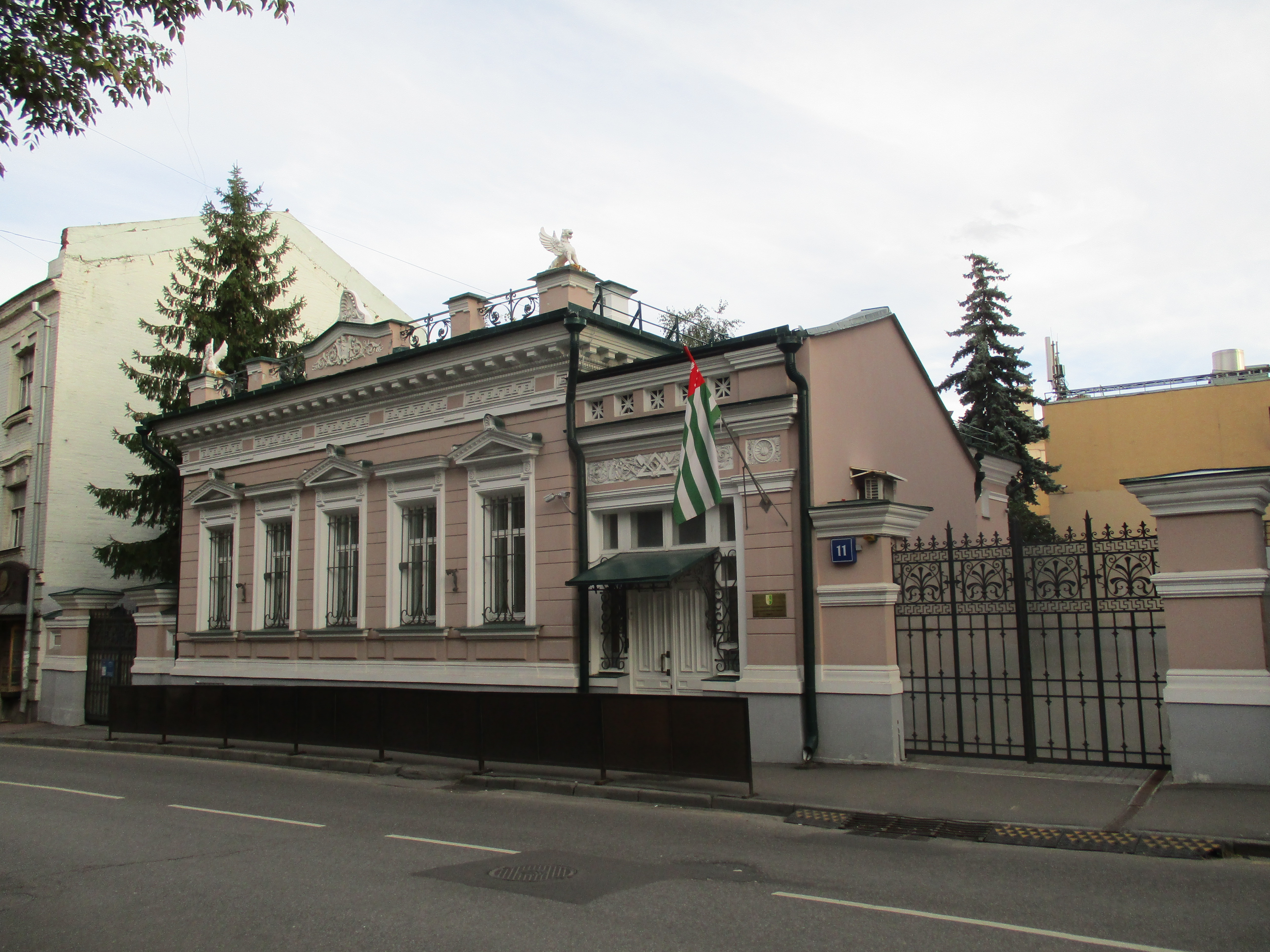
Embajada de Abjasia en Moscú, Rusia.

Las relaciones Abjasia-Rusia hacen referencia a las relaciones de tipo diplomático entre la República de Abjasia y la Federación de Rusia. Rusia reconoció Abjasia el 26 de agosto de 2008, tras la guerra de Osetia del Sur en agosto del mismo año. Abjasia y Rusia establecieron relaciones diplomáticas el 9 de septiembre de 2008.

## Antecedentes

### Reconocimiento ruso de Abjasia
El 21 de agosto de 2008, en el mismo día en que ocurrió un suceso similar en Osetia del Sur, se celebró una manifestación en Sukhum, en la que unas 47 000-50 000 personas apelaron al presidente ruso Dmitri Medvédev y a la Asamblea Federal de Rusia por el reconocimiento oficial de su independencia como estado soberano. El 25 de agosto de 2008, el presidente de Abjasia Sergei Bagapsh hizo una presentación ante el Consejo de la Federación de Rusia. En su discurso ante el Consejo, Bagapsh declaró: "Puedo decir con certeza que Abjasia y Osetia del Sur nunca formarán parte de Georgia". El 25 de agosto de 2008, el Consejo de la Federación y la Duma del Estado aprobaron mociones pidiendo al Presidente Medvédev que reconociera la independencia de ambas regiones y estableciera relaciones diplomáticas con ellas.
El reconocimiento ruso fue condenado por la Unión Europea, los Estados Unidos, la OTAN, la Asamblea Parlamentaria del Consejo de Europa, entre otros, con algunos llamando a Rusia a rescindir su reconocimiento. Muchos políticos rusos de alto nivel incluyendo el presidente ruso Dmitri Medvédev, el primer ministro Vladímir Putin, el vice primer ministro Sergey Ivanov,  el presidente de la Duma Boris Gryzlov, el ministro de Relaciones Exteriores Sergey Lavrov, el representante Permanente de Rusia ante las Naciones Unidas Vitaly Churkin y el representante Permanente de Rusia ante la OTAN Dmitri Rogozin, rechazaron las críticas y han declarado que el reconocimiento ruso de Abjasia es irreversible. En una entrevista a Vesti en agosto de 2009, Sergey Lavrov dijo que el reconocimiento ruso de Abjasia y Osetia del Sur no fue planeado cuando comenzó la guerra de 2008.
Como resultado del reconocimiento ruso de la independencia de Abjasia y Osetia del Sur, Georgia rompió relaciones diplomáticas con Rusia el 29 de agosto de 2008 y declaró que considera Osetia del Sur y Abjasia como territorios ocupados.

## Relación bilateral

### Lazos diplomáticos

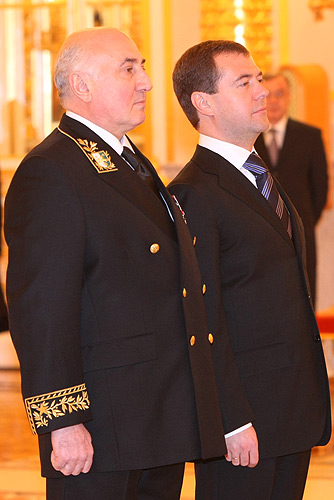
Igor Akhba, el primer embajador de Abjasia en Rusia, presenta sus Cartas Credenciales al Presidente Ruso Dmitri Medvédev el 16 de enero de 2009.

Rusia y Abjasia establecieron relaciones diplomáticas a nivel de embajadas el 9 de septiembre de 2008, cuando el ministro de Relaciones Exteriores de Rusia, Serguéi Lavrov, y el ministro de Relaciones Exteriores de Abjasia, Sergei Shamba, intercambiaron notas en la Cancillería rusa en Moscú.
El 25 de septiembre de 2008, el presidente Medvédev firmó un ukaz en el que nombra al primer embajador de Rusia en Abjasia, Semyon Grigoriyev, quien presentó sus Cartas Credenciales al presidente abjasio Sergei Bagapsh el 16 de diciembre de 2008.  Igor Akhba, Representante Plenipotenciario del Presidente de la República de Abjasia en Rusia, fue designado por Sergei Bagapsh como el primer embajador de Abjasia en Rusia el 14 de noviembre de 2008. Akhba presentó sus credenciales al presidente ruso Dmitri Medvédev el 16 de enero de 2009.
El primer ministro ruso, Vladímir Putin, emitió una directiva para establecer una embajada de Rusia en Abjasia en 2009. El 1 de mayo de 2009, la embajada de Rusia en Abjasia se abrió en Sukhumi.
Rusia planea abrir una misión comercial en Abjasia con el fin de facilitar el acceso a la economía local para los negocios rusos.
En marzo de 2009, el presidente de Abjasia Sergei Bagapsh dijo al vicepresidente del International Crisis Group que su república no tenía planes de convertirse en parte de Rusia y que su administración estaba "construyendo un estado independiente, legal y democrático".

## Lista de tratados y acuerdos
| Firmado:              |        | Ratificado por Abjasia: |        | Ratificado por Rusia: |        | Tratado:                                                                                                   | Notas: |
| 30 de abril de 2009   | [ 22 ] |                         |        |                       |        | Acuerdo de cooperación sobre la protección de las fronteras estatales                                      | |
|                       |        | 8 de mayo de 2012       | [ 23 ] |                       |        | Acuerdo sobre el procedimiento de los regímenes de pensiones de los funcionarios de los asuntos interiores | |
|                       |        | 8 de mayo de 2012       | [ 23 ] |                       |        | Acuerdo de cooperación sobre prevención y gestión de desastres                                             | |
| 12 de agosto de 2009  | [ 24 ] | 15 de junio de 2012     | [ 25 ] |                       |        | cuerdo para ayudar a la República de Abjasia en su desarrollo socioeconómico                               | |
| 17 de febrero de 2010 | [ 26 ] |                         |        | 6 de octubre de 2011  | [ 27 ] | Acuerdo sobre una base militar conjunta rusa en Abjasia                                                    | Válido por 49 años, renovable automáticamente por períodos de 15 años                                                                      |
| 26 de abril de 2011   | [ 25 ] | 15 de junio de 2012     | [ 25 ] |                       |        | Acuerdo sobre la creación de centros culturales informativos y las condiciones de sus actividades          | |
| 28 de mayo de 2012    | [ 28 ] |                         |        |                       |        | Acuerdo sobre el comercio de mercancías                                                                    | Suprime derechos de importación sobre la mayoría de los productos, inmediatamente para Rusia, a partir del 1 de enero de 2015 para Abjasia |